# Marie Luisa Španělská (1782–1824)
Marie Luisa Španělská (Marie Luisa Josefina Antonie Vincenta; 6. července 1782, Segovia – 13. března 1824, Řím) byla španělskou infantkou, dcerou krále Karla IV. a jeho manželky Marie Luisy Parmské. V roce 1795 se provdala za svého bratrance Ludvíka, dědičného prince parmského. První roky manželství strávila u španělského dvora, kde porodila své první dítě, syna Karla.
V roce 1801 se stal její manžel smlouvou z Aranjuez, výměnou za vzdání se parmského vévodství, králem Etrurie, království vytvořeného z bývalého toskánského vévodství. Do Florencie, hlavního města království, přijeli v srpnu 1801. Během krátké návštěvy ve Španělsku Marie Luisa porodila druhé dítě. Manželova vláda v Etrurii byla zkalena jeho špatným zdravím. Zemřel ve třiceti letech v roce 1803 po epileptické krizi. Marie Luisa vládla jako regentka za jejich syna. Během vlády ve Florencii se pokusila získat podporu občanů, její správa Etrurie však byla zkrácena Napoleonem Bonaparte, který ji v prosinci 1807 donutil i s dětmi království opustit. Součástí smlouvy z Fontainebleau z října 1807 bylo začlenění Etrurie k Napoleonovu území.
Po marném rozhovoru s Napoleonem v Miláně hledala Marie Luisa útočiště u své rodiny ve Španělsku. Španělský dvůr byl velmi nejednotný a měsíc po svém příjezdu byla Marie Luisa vržena do neklidu, když lidové povstání, známé jako vzpoura z Aranjuez, donutilo jejího otce abdikovat ve prospěch jejího mladšího bratra Ferdinanda VII. Napoleon pozval otce a syna pod záminkou, že bude jednat jako jejich prostředník do Bayonne ve Francii, ve skutečnosti však dal království svému bratru Josefovi. Napoleon povolal zbývající členy španělské královské rodiny do Francie a při jejich odchodu 2. května 1808 se občané Madridu postavili proti francouzské okupaci. Ve francouzském exilu se Marie Luisa opět setkala s rodiči. Byla jedinou členkou španělské královské rodiny, která byla přímo proti Napoleonovi. Poté, co byl prozrazen její plán na útěk, byla Marie Luisa odloučena od svého syna a i s dcerou Marií Luisou uvězněna v římském klášteře.
Maria Luisa, většinu svého života známá jako královna Etrurie, získala znovu svou svobodu v roce 1814 při Napoleonově pádu. V následujících letech žila v Římě, kde doufala ve znovunabytí synova území. Aby předložila svůj případ, napsala memoáry, ale byla zklamána, když jí Vídeňský kongres nepřiřkl Parmu, ale menší vévodství Luccu, které bylo odříznuta od Toskánska. Jako útěchu jí bylo umožněno zachovat si pocty královny. Maria Luisa, původně zdráhající se přijmout tuto dohodu, přijala vládu Luccy až v prosinci 1817. Jako vládnoucí vévodkyně Luccy ignorovala ústavu uloženou Vídeňským kongresem. Ve věku 41 let zemřela ve svém římském paláci na rakovinu.

## Španělská infantka

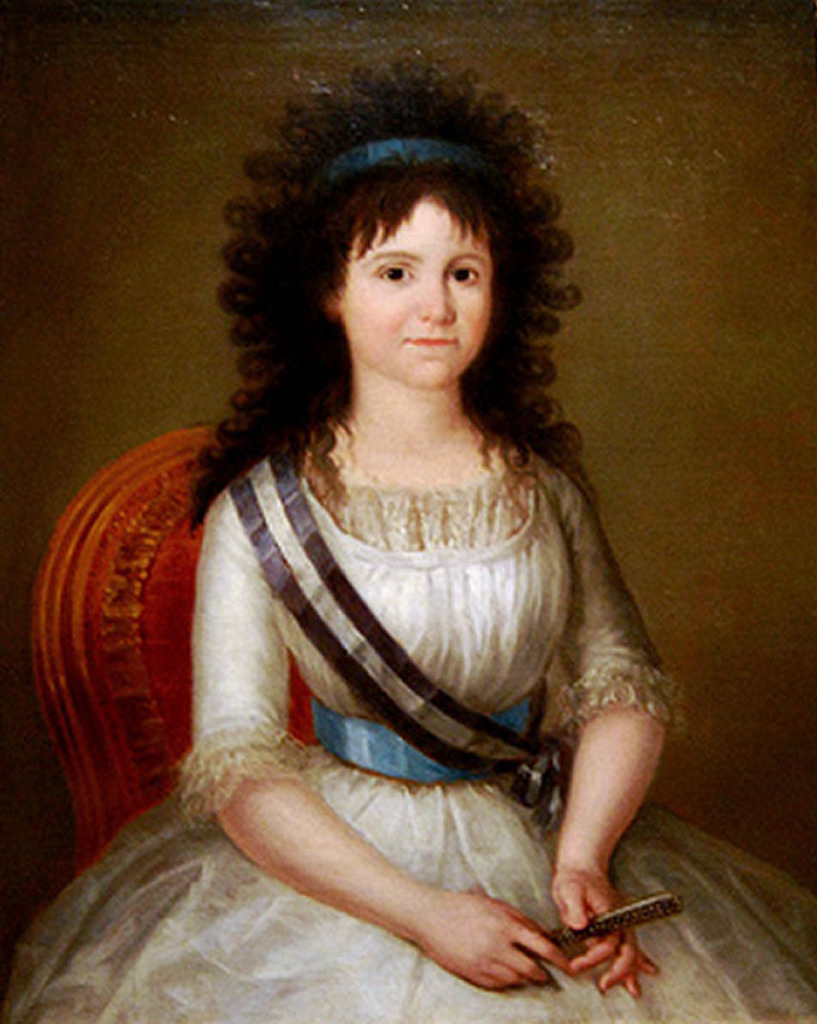
Třináctiletá Maria Luisa, Agustín Esteve, 1795.

Marie Luisa se narodila 6. července 1782 v královském paláca La Granja ve španělské Segovii jako dcera krále Karla IV. Španělského a jeho manželky Marie Luisy Parmské, vnučky Ludvíka XV. Jména Marie Luisa Josefina Antonie dostala po své starší sestře Marii Luise Šarlotě, která zemřela pouhé čtyři dny před jejím narozením, a po své matce.
V roce 1795 se třináctiletá infantka provdala za svého o devět let staršího bratrance Ludvíka, dědičného prince parmského, který přijel ke španělskému dvoru dokončit své vzdělání. Mezi oběma královskými rodinami existovala dohoda, že se Ludvík ožení s jednou z dcer Karla IV. Předpokládalo se, že se ožení s infantkou Marií Amálií, nejstarší královou neprovdanou dcerou. V té době jí bylo patnáct let a byla plaché a melancholické povahy. Ludvík, který byl stejně plachý a rezervovaný, upřednostňoval její mladší sestru Marii Luisu, která, i když teprve dvanáctiletá, byla veselejší a vypadala o něco lépe. Všechny dcery Karla IV. byly malé a prosté, ale Marie Luisa byla chytrá, živá a zábavná. Měla tmavé kudrnaté vlasy, hnědé oči a řecký nos. I když nebyla krásná, její tvář byla výrazná a charakter živý. Byla velkorysá, dobrosrdečná a zbožná. Na obě infantky vysoký a pohledný mladý princ z Parmy působil dobře, a když si nakonec vybral mladší sestru, souhlasila královna Marie Luisa se změnou nevěsty ochotně.

## Manželství

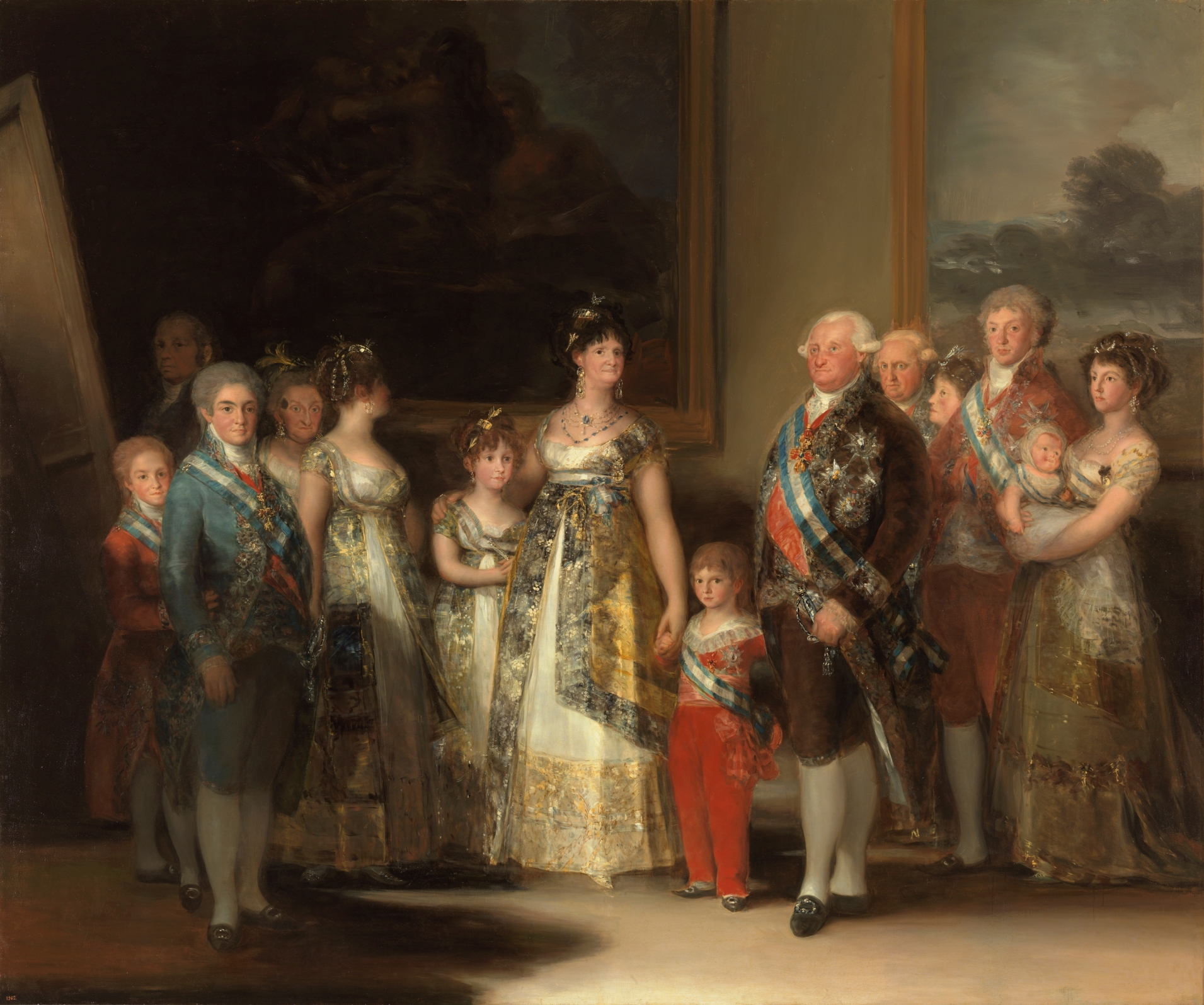
Rodina Karla IV. od Francisca de Goyi. Maria Luisa je vedle svého manžela se svým synem na pravé straně obrazu.

Svatba, jíž se Ludvík stal španělským infantem, se konala 25. srpna 1795 v královském paláci La Granja. Při dvojité svatbě se infantka Marie Amálie vdala za svého o více než dvacet let staršího strýce Antonia. Manželství mezi dvěma různými osobnostmi se ukázalo jako šťastné, i když bylo potemněno Ludvíkovým špatným zdravím; Ludvík byl křehký, trpěl problémy s hrudí a od úrazu z dětství, kdy narazil hlavou o mramorový stůl, trpěl epileptickými záchvaty. S postupem let se jeho zdraví zhoršovalo a on se stával stále závislejší na své manželce. První léta manželství, která mladý pár trávil ve Španělsku, patřila mezi nejšťastnější období jejich života. Začátkem roku 1796 odcestoval pár přes Kastilii a Extremaduru do Portugalska.
Marii Luise bylo v době sňatku teprve třináct let a své první dítě porodila až po čtyřech letech. Její první syn, Karel Ludvík, se narodil 22. prosince v Madridu. Poté chtěli manželé odjet do Parmy, do zemí, které zdědili, španělský královský pár se však zdráhal jim odjezd povolit. V létě 1800 byli stále ve Španělsku a pobývali v paláci v Aranjuezu, když byli namalováni s královskou rodinou na obrazu Rodina Karla IV. od Goyi.

## Královna Etrurie

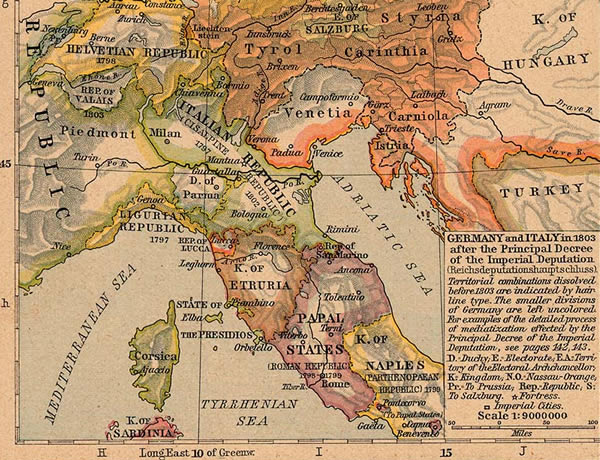
Království Etrurie, 1803

Život Marie Luisy byl hluboce poznamenán činy Napoleona Bonaparta. Napoleon měl zájem získat Španělsko jako svého spojence proti Anglii. V létě 1800 poslal svého bratra Luciena ke španělskému dvoru s návrhem, která vyústil ve smlouvu z Aranjuez. Napoleon, který dobyl Itálii, navrhl odškodnit Bourbony za jejich ztracenou Parmu vytvořením nového etrurského království pro Ludvíka, dědice Parmy. Nové království bylo vytvořeno z toskánského velkovévodství.
Aby udělal cestu Bourbonům, byl velkovévoda Ferdinand III. Toskánský vyhnán a odškodněn Salcburkem. Marie Luisa, která nikdy nežila pryč od své rodiny a byla zcela nezkušená v politických záležitostech, byla proti plánu. Jednou z Napoleonových podmínek bylo, že mladý pár musel odjet do Paříže a tam od něj obdržet investituru své nové svrchovanosti, než se zmocnil Etrurie. Marie Luisa se neochotně vydala na cestu do Francie, kde byli před sedmi lety popraveni její příbuzní, Ludvík XVI. a Marie Antoinetta. Pod tlakem rodiny však udělala, co jí bylo řečeno. 21. dubna 1801 pár i se svým synem opustil Madrid, překročil hranice v Bayonne a odcestoval inkognito do Francie pod jménem hrabata z Livorno. Napoleon je s velkou pozorností přijal 24. května v Paříži. Zpočátku na něj mladý pár neudělal dobrý dojem. Ve svých pamětech vévodkyně z Abrantes popisuje povahu Marie Luisy jako „směs plachosti a povýšenosti, která zpočátku omezovala její konverzaci a chování“.
Infantka si svou návštěvu Paříže neužila. Po většinu času trpěla horečkou, často musela zůstat v posteli a jen neochotně se účastnila zábavy na její počest. Dělala si starosti o svého manžela, který byl na ní ve všem závislý. Jednoho dne, když Ludvík vystoupil z kočáru na zámku Malmaison, kde se chystali najíst, padl najednou v epileptickém záchvatu k zemi. Vévodkyně z Abrantes popsala scénu ve svých pamětech: „Královna vypadala velmi zoufalá a snažila se svého manžela skrýt; ... byl bledý jako smrt a jeho rysy se úplně změnily...“
Ve vzpomínkách Napoleonova komorníka zanechala Maria Luisa příznivější dojem než její manžel: „Královna Etrurie byla podle názoru prvního konzula bystřejší a uvážlivější než její manžel... po celý den byla oblečena v ranních šatech, chodila po zahradách s hlavou zdobenou květinami nebo diadémem a vlečka jejích šatů vymetala při chůzi písek: často také nosívala v náruči jedno ze svých dětí... noční toaleta Jejího Veličenstva byla poněkud neuspořádaná. Nebyla zdaleka hezká a její chování nebylo vhodné pro její postavení. Byla však temperamentní, milovaná těmi, kdo jí sloužili, a pečlivě plnila povinnosti manželky a matky. V důsledku toho ji měl první konzul v hluboké úctě“.
30. června, po třítýdenním pobytu v Paříži, zamířil mladý pár do Parmy. V Piacenze je uvítali Ludvíkovi rodiče, s nimiž společně vstoupili do Parmy, kde se Marie Luisa setkala s dvěma manželovými nesezdanými sestrami. Zjistili, že Ludvíkovu italštinu již poznamenal cizí přízvuk, zatímco italština Marie Luisy byla často smíšená se španělskými slovy. Po třech týdnech v Parmě vstoupili manželé do Etrurie. 12. srpna přijeli do Florencie. Francouzský generál Murat byl vyslán do Florencie, aby pro ně připravil palác Pitti. Královský pár Etrurie však v novém životě nečekal příznivý začátek. Marie Luisa potratila a zdraví jejího manžela se stále zhoršovalo, epileptické záchvaty byly častější. Palác Pitti, jejich královská rezidence, bývala domovem Medicejských vévodů. Po smrti posledního Mediceje byl palác prakticky opuštěný a vyhnaný velkovévoda Ferdinand si s sebou odnesl většinu svých cenností. Marie Luisa a její manžel byli bez peněz a vybavení do paláce Pitti si byli nucenu vypůjčit od místní šlechty.

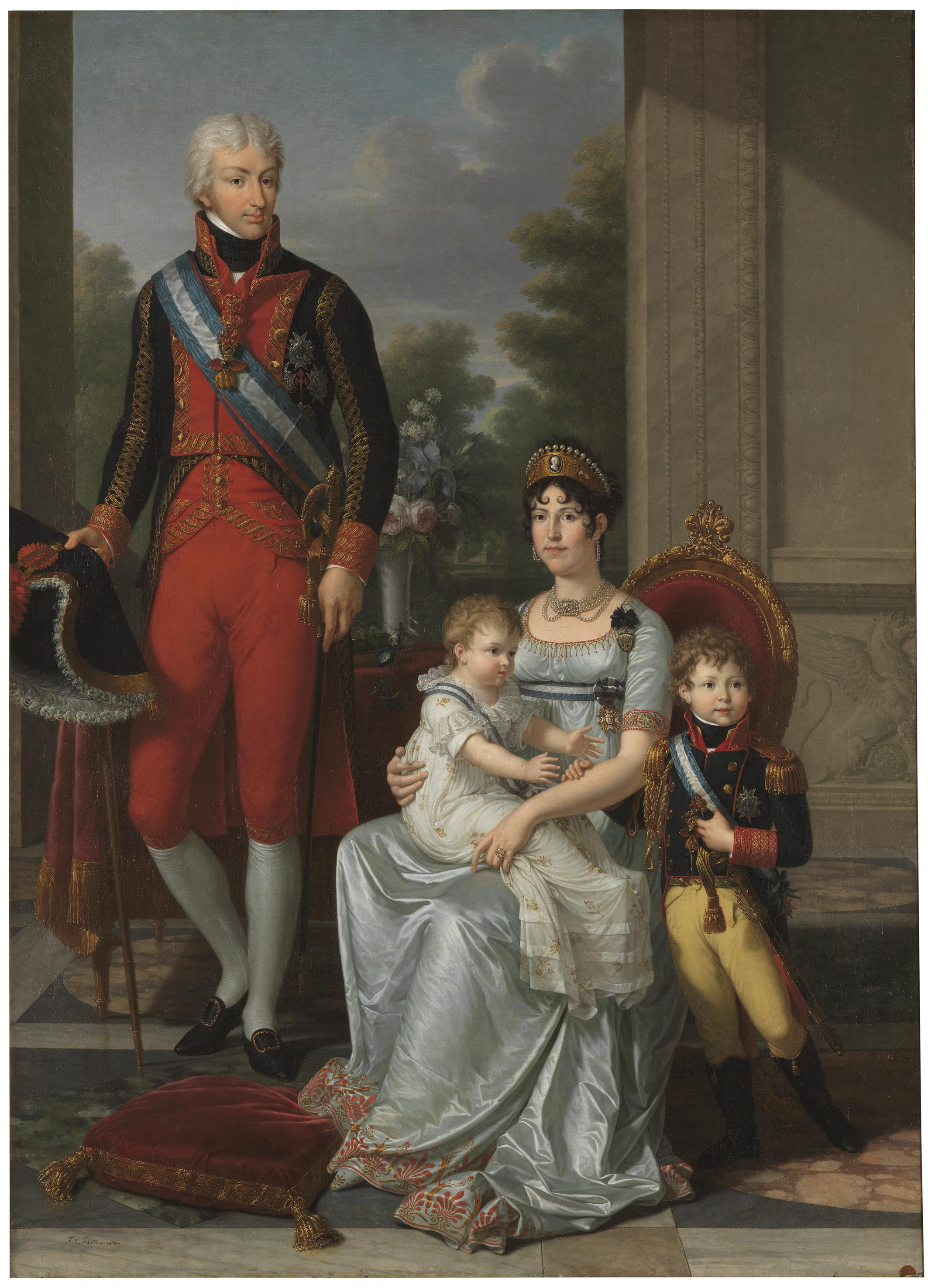
Rodina krále Etrurie

Marie Luisa s Ludvíkem byli plni dobrých úmyslů, obyvatelstvo, kterému chyběl oblíbený velkovévoda, však přijalo královský pár, který považovalo jen za loutky v rukou Francouzů, s nepřátelstvím. Etrurské finance byly v žalostném stavu; země byla zruinována válkou, špatnou sklizní a náklady na údržbu neoblíbených francouzských vojsk rozmístěných v Etrurii, které byly mnohem později nahrazeny španělskými jednotami Karla IV. V roce 1802 byla Marie Luisa s Ludvíkem pozvána do Španělska na dvojitou svatbu jejího mladšího bratra Ferdinanda s princeznou Marií Antonií Neapolsko-Sicilskou a její nejmladší sestry Marie Isabely s neapolsko-sicilským dědicem trůnu Františkem. Vzhledem k ekonomickým potížím Etrurie, Ludvíkovu chabému zdraví a těhotenství Marie Luisy byl jejich odjezd nevhodný, na nátlak Karla IV. a touhy vidět rodinu, odjel královský pár do Španělska.
Než vstoupil na loď, cítil se Ludvík velmi špatně, a tak se jejich odjezd opozdil. Na moři se rozpoutala třídenní bouře. Druhý den na palubě, 2. října 1802, stále ještě na volném moři, porodila Marie Luisa v obtížích své druhé dítě, dceru Marii Luisu Šarlotu, kterou Marie Luisa pojmenovala po své starší zesnulé sestře. Lékaři si nejdříve mysleli, že dcera ani matka nepřežijí. Pár také zjistil, že na svatbu dorazili příliš pozdě. Maria Luisa, stále velmi nemocná, čekala tři dny, než se loď vzpamatovala, než odešla na břeh v Barceloně, kde na ni čekali její rodiče. Týden po jejich příjezdu do Španělska dorazila zpráva, že Ludvíkův otec Ferdinand zemřel. Nemocný a nešťastný Ludvík se chtěl co nejdříve vrátit do svých italských států, ale Karel IV. a Maria Luisa trvali na tom, že s nimi pojedou ke dvoru v Madridu. Návrat do Itálie jim byl umožněn teprve 29. prosince.
Zpět v Etrurii se Ludvíkova nemoc před obyvatelstvem pečlivě skrývala, Marie Luisa byla viděna při veřejných funkcích a zábavách sama. Byla obviněna, že umořila svého manžela a baví se v jeho nepřítomnosti. Ludvík v důsledku epileptické krize 27. května 1803 v necelých třiceti letech zemřel.

## Regentka Etrurie

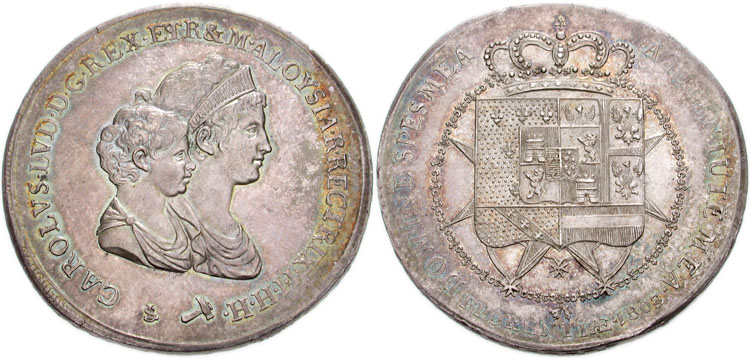
Mince krále Karla Ludvíka a královny Marie Luisy: 10 lirů (1803).

Marie Luisa bolestně zasažena manželovou smrtí začala trpět nervovým onemocněním. Novým králem Etrurie se stal její malý syn Karel Ludvík a Marie Luisa za něj vládla jako regentka. Uvažovalo se o dalším sňatku teprve dvacetileté vdovy: Francie a Španělsko usilovaly o její sňatek s jejím bratrancem infantem Petrem Karlem Španělským a Portugalským, sňatek se však nikdy neuskutečnil.
Během svého čtyřletého regentství převzala Marie Luisa vládu nad Etrurií s pomocí svých ministrů hraběte Fossombroniho a Jeana Garbiela Eynarda. S nimi Maria Luisa reorganizovala daňový systém, vytvořila zdanitelné výrobky jako tabákové a porcelánové společnosti a zvýšila velikost armády. Královna regentka byla štědrá ke vzdělání, založila vyšší vědeckou školu a muzeum fyziky a přírodní historie ve Florencii. Aby se zavděčila florentskému lidu, bohatě se bavila v paláci Pitti, pořádala recepce pro umělce, spisovatele i vládní úředníky.
Přestože se Marie Luisa tehdy zamilovala do Florencie, Napoleon měl se Španělskem a Itálií jiné plány: Obávám se, že královna je příliš mladá a její ministři příliš staří, aby mohli společně vládnout etrurskému království, řekl. Byla obviněna z neprosazování anglické blokády v Etrurii. Napoleon, zvyšující izolaci Maria Luisy, nahradil francouzského velvyslance v Etrurii, Marchaise de Beauharnais, s méně urozeným hrabětem Hectorem d'Aubussonem de Fe Feillade, komorníkem císařovny Josefíny. 23. listopadu 1807, zatímco Marie Luisa pobývala ve svém venkovském sídle v Castello, francouzský ministr ji informoval, že Španělsko postoupilo Etrurii Francii a nařídilo jí opustit Florencii. Její otec odpověděl na její prosby odrazováním: Marie Luisa se tedy poddala a spěšně opustila království, aby se vrátila ke své rodině ve Španělsku, 10. prosince 1807 i se svými dětmi opustila Florencii. Napoleon připojil území k Francii a titul „velkovévodkyně toskánské“ udělil své sestře Élise.

## Exil

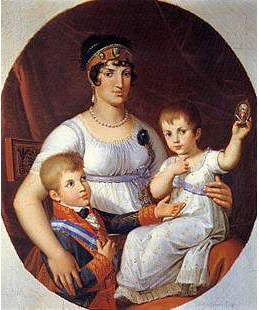
Marie Luisa se svými dětmi

Vyhnaná královna odjela do Milána, kde si promluvila s Napoleonem. Jako náhradu za ztrátu Etrurie jí přislíbil, trůn království Severní Lusitánie (na severu Portugalska), který měl v úmyslu vytvořit po francouzsko-španělském dobytí Portugalska. Toto bylo součástí smlouvy z Fontainebleau mezi Francií a Španělskem (říjen 1807), která také začlenila Etrurii mezi Napoleonova území. Napoleon již nařídil invazi do Portugalska, ale jeho tajným cílem bylo sesadit španělskou královskou rodinu a mít přístup k penězům odvedeným ze španělských kolonií v Novém světě. V rámci dohody se měla Marie Luisa provdat za Luciena Bonaparta, který by se musel rozvést s manželkou, to však oba odmítli: Lucien byl oddaný své manželce a Marie Luisa považovala takový sňatek za nerovný, navíc nechtěla v Portugalsku vystřídat svou starší sestru Šarlotu, která byla manželkou dědice portugalského trůnu. Napoleon chtěl, aby se Marie Luisa usadila v Nice nebo Turíně, ale ona měla v úmyslu připojit se ke svým rodičům ve Španělsku. Přejela jih Francie, 3. února vstoupila do španělské Barcelony a 19. se připojila ke své rodině v Aranjuezu. Dorazila k hluboce rozdělenému dvoru a do země v neklidu: její bratr asturijský princ Ferdinand, osnoval spiknutí proti jejich otci a neoblíbenému ministrovi Manuelu Godoyovi.
Ferdinandovi bylo odpuštěno, ale otřesu vládnoucí rodiny využil Napoleon k invazi do Španělska. Pod záminkou poslání posily do Lisabonu vstoupily v prosinci francouzské jednotky do Španělska. Španělská královská rodina nebyla zcela slepá vůči Napoleonovým skutečným záměrům, tajně plánovala útěk do Mexika, ale jejich plány byly zhaceny. Za takové situace dorazila Marie Luisa 19. února 1808 do Aranjuez.
Zastánci Ferdinanda rozšířili příběh, že premiér Godoy vydal Španělsko Napoleonovi. 18. března vypuklo lidové povstání známé jako vzpoura z Aranjuez. Členové lidových tříd, vojáci a rolníci napadli Godoyovu rezidenci, zajali ho a přiměli krále Karla, aby svého předsedu vlády sesadil. O dva dny dvůr donutil krále Karla IV. k abdikaci ve prospěch jeho syna Ferdinanda VII. Karlovu abdikaci ve prospěch Ferdinanda VII. lid nadšeně ocenil.
Marie Luisa, která byla ve Španělsku sotva měsíc, se postavila na stranu otce proti svému bratrovi. Působila jako prostředník mezi sesazeným Karlem IV. a francouzským generálem Muratem, který 23. března přijel do Madridu: Napoleon, který využíval rivality mezi otcem a synem, pozval oba do Bayonne ve Francii pod záminkou že bude působit jako prostředník mezi nimi. Oba králové, obávající se francouzské moci, považovali za vhodné přijmout pozvání a každý zvlášť odjeli do Francie. Marie Luisa se právě zotavovala ze spalniček a nemohla odcestovat. Její syn byl také nemocný a tak zůstala se svými dětmi, strýcem Antoniem a mladším bratrem Františkem de Paula. Napoleon však trval na tom, aby všichni příbuzní krále opustili Španělsko a povolal je do Francie. Při jejich odchodu 2. května 1808 obyvatelé Madridu povstali proti francouzské okupaci, vzpouru však potlačil Murat.
V té době se Marie Luisa stala nepopulární. Zásah v Etrurii byl pro Španělsko velmi nákladný a Marie Luisa, která tajně jednala s Muratem, byla považována za protivníka své rodné země. Ve Španělsku byla považována za cizí princeznu, jejímž cílem bylo získat trůn pro jejího syna. Když dorazila do Bayonne, otec ji pozdravil slovy „Má dcero, naše rodina navždy přestala vládnout“. Napoleon donutil Karla IV. i Ferdinanda VII., aby se vzdali španělského trůnu a výměnou za to jim slíbil velký důchod a residence v Compiègne a Chambord. Marii Luise, která se marně snažila přesvědčit Napoleona, aby jí vrátil buď Toskánsko nebo Parmu, byl nabídnut velký příjem. Ujistil ji, že bez problémů spojených s vládou bude mnohem šťastnější, ale Maria Luisa otevřeně protestovala proti konfiskaci dominií svého syna.

## Uvěznění

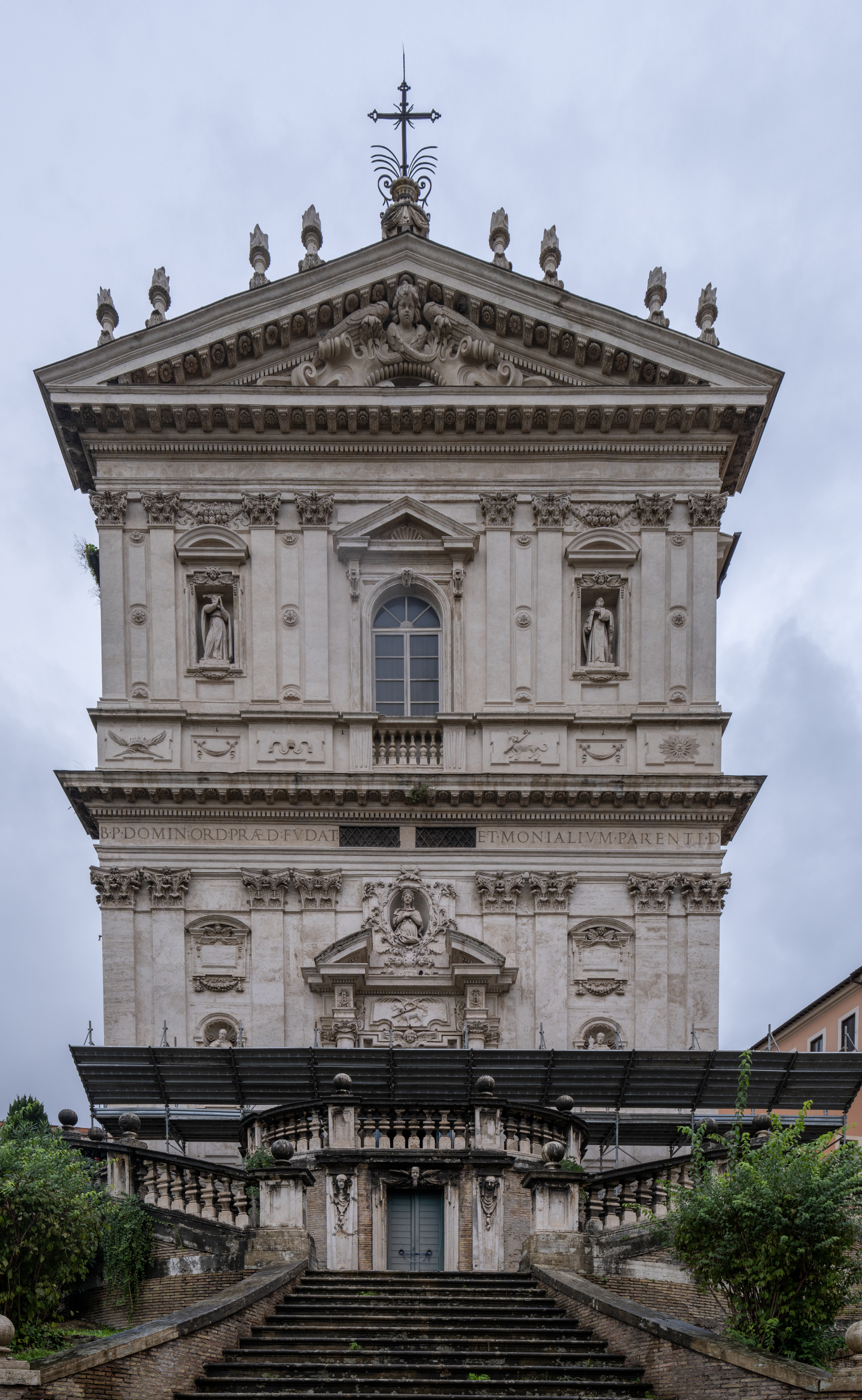
Klášter Santi Domenico e Sisto, kde byla Marie Luisa uvězněna.

Napoleon poté dal Španělsko svému bratrovi Josefovi a královskou rodinu donutil k exilu ve Fontainebleau. Marie Luisa požádala o samostatné bydliště a odstěhovala se se svými dětmi do domu v Passy, brzy však byla 18. června přestěhována do Compiègne. Byla sužována častou nemocí a nedostatkem peněz a, protože nevlastnila žádného koně, byla nucena chodit kamkoli potřebovala pěšky. Když Napoleon konečně poslal jako slibovanou kompenzaci 12 000 franků, náklady na její cestu po Francii byly sníženy. Napsala protestní dopis, v němž uvedla, že vězni nikdy nebyli nuceni platit za své stěhování, ale bylo jí doporučeno, aby jej neposílala. Slíbila, že se značným příspěvkem odejde do paláce Colorno v Parmě, ale v Lyonu byla pod záminkou odvozu do Parmy zadržena a eskortována do Nice, kde byla přísně střežena.
Plánovala utéct do Anglie, ale její dopisy byly zachyceny a va její komplicové popraveni. Marie Luisa byla 26. července zatčena a odsouzena k uvěznění v klášteře v Římě, zatímco její devítiletý syn zůstal v péči svého dědečka Karla IV. Důchod Marie Luisy byl snížen na 2500 franků; všechny její šperky a cennosti jí byly odňaty. 14. srpna 1811 byla se svou dcerou a služebnou uvězněna v klášteře Santi Domenico e Sisto v Quirinalu. Její prosby o milost byly nevyslyšeny.
Během svého věznění byla Marie Luisa i její děti 18. března 1812 zbaveny cádizskými cortesy práv na španělskou korunu, protože byly pod Napoleonovou kontrolou. Její práva nebyla obnovena až do roku 1820. Bývalá královna Etrurie napsala ve svých pamětech: „Byla jsem dva a půl roku v tomto klášteře a jeden rok, aniž bych se s někým viděla nebo mluvila. Nebylo mi dovoleno psát ani přijímat zprávy ani od mého vlastního syna. Byla jsem v klášteře jedenáct měsíců, když moji rodiče přijeli s mým synem 16. června 1812 do Říma. Doufala jsem, že mě propustí okamžitě po jejich příjezdu, ale mýlila jsem se, místo aby snížili přísnost mého uvěznění, dostala jsem přísnější nařízení.“
19. června 1812 jí bylo dovoleno vidět se s rodinou. Při emocionálním setkání se Maria Luisa vrhla do náruče své matky, zběsile políbila svého otce a její otec je všechny objal v hromadném objetí. Po tomto setkání měla Marie Luisa možnost vidět své rodiče a syna jednou měsíčně, ale pouze na dvacet minut a pod dohledem. Brány jejího vězení otevřel až Napoleonův pád. 14. ledna 1814 po více než čtyřech letech zajetí byla propuštěna, když vojska Joachima Murata vstoupila do Říma.

## Vídeňský kongres

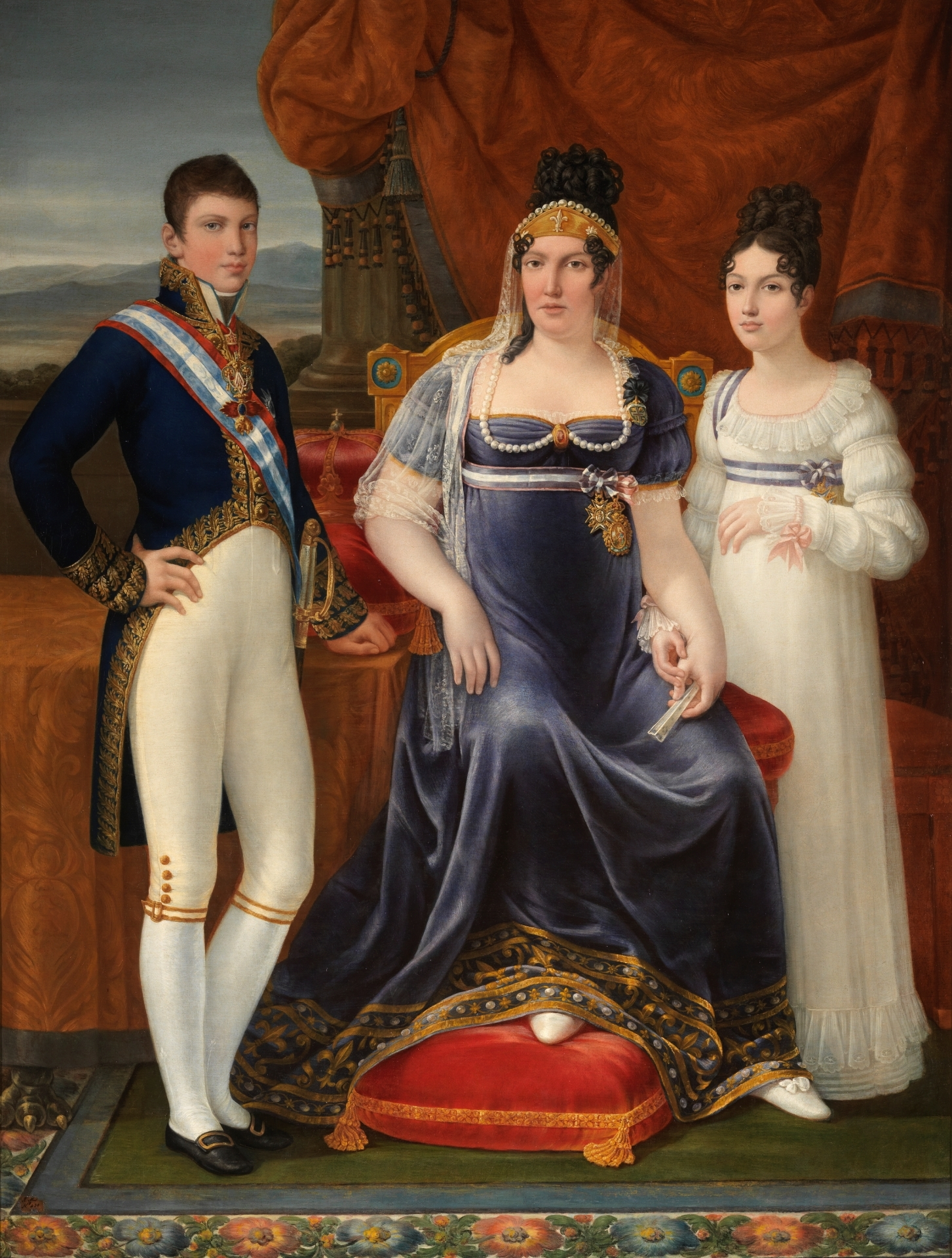
Marie Luisa, královna Etrurie se svými dětmi, Karlem Ludvíkem a Marií Luisou Šarlotou, José Aparicio e Inglada, 1815.

Marie Luisa se s dětmi a rodiči přestěhovala do Palazzo Barberini. Doufala, že se jí navrátí synův majetek a když započal Vídeňský kongres, zveřejnila své memoáry přeložené z italštiny do několika jazyků, aby tak předložila svůj případ. Když se Napoleon vrátil ze svého exilu na Elbě, opustila Marie Luisa s rodiči Řím a cestovala z jednoho italského města do druhého. Hraběnka z Boigne ji v Janově potkala neupravenou a hrubou. Když byl Napoleon poražen u Waterloo, vrátila se rodina do Říma.
Na Vídeňském kongresu zastupoval zájmy Marie Luisy španělský emisar markýz z Labradoru, neschopný muž, který neprospěl diplomatickým cílům ani své země ani Marie Luisy. Rakouský ministr Metternich rozhodl, že Parma nebude navrácena Bourbonům, ale že ji dostane Napoleonova manželka, Marie Luisa Habsbursko-Lotrinská. Marie Luisa prosila za svou věc u svého bratra Ferdinanda VII., papeže a ruského cara. Kongres se nakonec rozhodl Marii Luisu a jejího syna odškodnit menším vévodstvím Lucca, které bylo odňato Toskánsku. Mohla si zachovat pocty královny, jako tomu bylo v Etrurii.
Marie Luisa však tento kompromis déle než dva roky odmítala. Během té doby žila se svými dětmi v římském paláci. Rodinné vztahy se staly napjatými: její rodiče a bratr Ferdinand chtěli její čtrnáctiletou dceru Marii Luisu Šarlotu provdat za Františka de Paula, nejmladšího bratra Marie Luisy. Marie Luisa se proti tomuto plánu postavila, protože její bratr (o osm let starší než její mladá dcera) byl příliš bezohledný. Rovněž odmítla návrh, aby se její syn oženil s Marií Kristýnou Neapolskou, dcerou její sestry Marie Isabely.
Marie Luisa usilovala o nezávislost na své rodině a v roce 1817 přijala řešení, které nabízela Pařížská mírová smlouva (1815): po smrti Marie Luisy Habsbursko-Lotrinské by se parmské vévodství navrátilo Karlu Ludvíkovi a Bourbonům. Marie Luisa se stala vévodkyní z Luccy a byla jí udělena hodnost a výsady královny. Jejím dědicem se stal její jediný syn Karel Ludvík. Lucca měla být připojena k toskánskému velkovévodství, pokud by rodina získala majetek Parmy. Poté se španělský ministr v Turíně zmocnil Luccy, dokud 7. prosince 1817 nedorazila Marie Luisa.

## Vévodkyně z Luccy

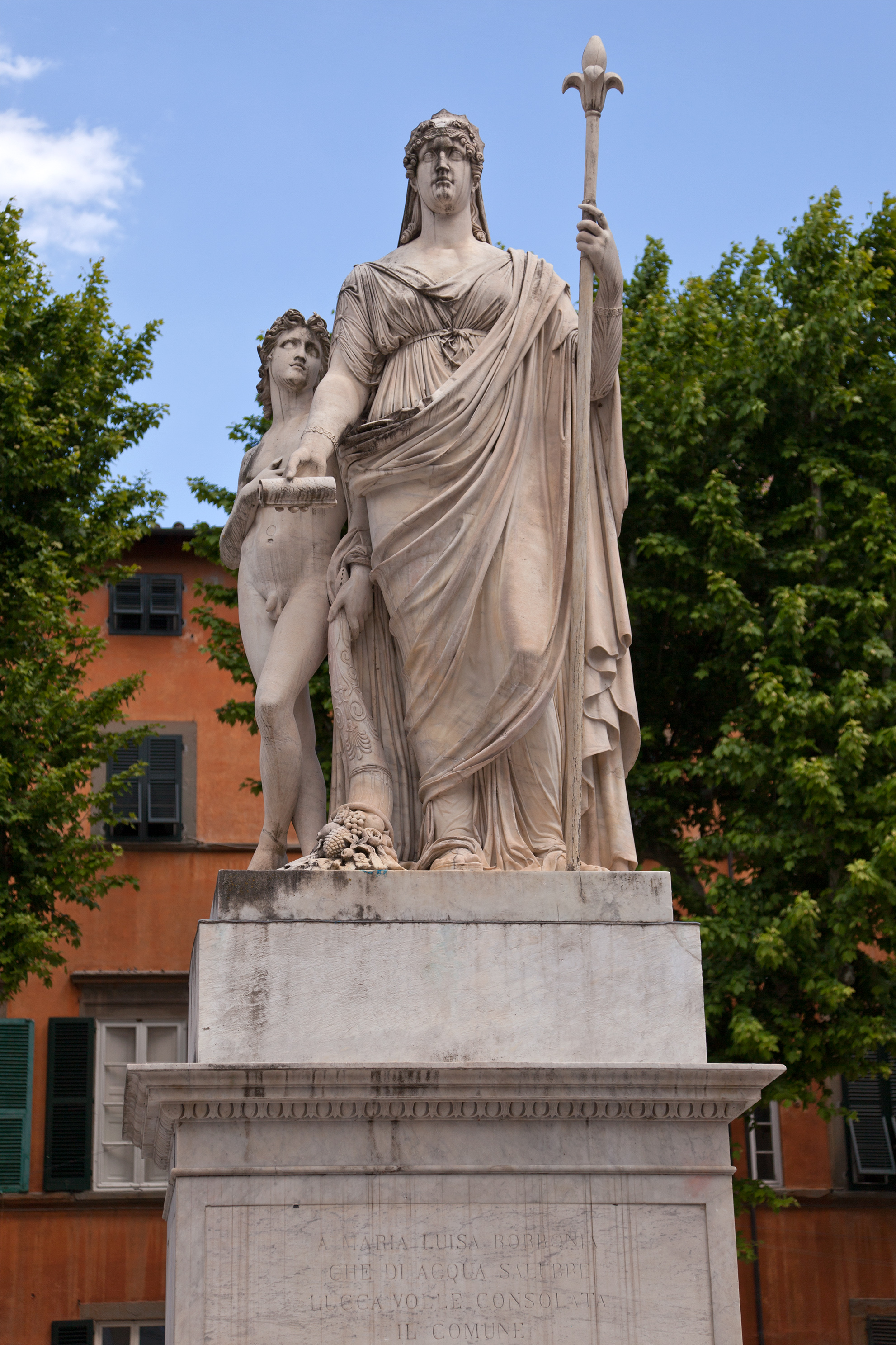
Socha Marie Luisy na Piazza Napoleone v Lucce od Lorenza Bartoliniho.

Když Marie Luisa přijela do Luccy bylo jí už třicet pět let. Deset let nekonečných bojů si vybralo svou daň: její mládí bylo pryč a velmi získala na váze. Přesto se zaměřila na nové manželství. Nejprve oslovila velkovévodu Ferdinanda III. Toskánského, svého ovdovělého bratrance; oslovila jej možná s myšlenkou zajistit si své postavení v Lucce a získat oporu ve Florencii. Když toto selhalo, zkusila arcivévodu Ferdinanda Karla Josefa Rakouského-Este, ani to však nevyšlo. Po zavraždění Karla Ferdinanda Bourbonského v roce 1820 se plánovala provdat za jeho otce, budoucího krále Karla X. Francouzského.
Pevným záměrem Marie Luisy bylo zahladit veškeré stopy vlády Elisy Bonaparte, která vládla Lucce v letech 1805 až 1814. Jako vévodkyně propagovala veřejná díla a kulturu v duchu osvícenství a během její vlády vzkvétala věda. V letech 1817–2020 nařídila kompletní obnovu vnitřní výzdoby Palazzo Ducale, kompletní výmalbu budovy do její současné podoby a učinila Palazzo jedním z nejlepších v Itálii. Marie Luisa byla zbožná žena a podporovala duchovenstvo, v jejím malém státě bylo za šest let její vlády založeno sedmnáct nových klášterů. Mezi projekty, které provedla, byla výstavba nového akvaduktu a rozvoj Viareggia, přístavu vévodství.
Z politického hlediska ignorovala Maria Luisa ústavu, která jí byla uložena na vídeňském kongresu, a Lucce vládla absolutisticky, i když její vláda nebyla příliš reaktivní a represivní. Když španělští liberálové uložili ústavu jejímu bratrovi, králi Ferdinandovi VII., otevřela se Marie Luisa myšlence přijetí ústavy, ale oživení španělského absolutismu v roce 1823 její úmysly ukončilo. V roce 1820 sjednala sňatek svého dvacetiletého syna s princeznou Marií Terezou Savojskou, jednou z dvojčat-dcer krále Viktora Emanuela I. Její vztah se synem se stal trpkým a Karel Ludvík si později stěžoval, že ho matka „fyzicky, morálně a finančně zničila“.

## Smrt
V průběhu těchto let trávila Marie Luisa léta v Lucce a zimy v Římě. 25. října 1823 odešla do svého římského paláce Piazza Venezia, kde se už cítila špatně. 22. února 1824 sepsala svou poslední vůli a 13. března 1824 v Římě zemřela na rakovinu. Její tělo bylo pohřbeno ve španělském Escorialu. Na její památku byl v Lucce vztyčen pomník na její památku. Po její smrti se stal jejím nástupcem syn Karel Ludvík.

## Potomci
Ze šťastného osm let trvajícího manželství se narodily dvě děti:
- Karel Ludvík (22. prosince 1799 – 16. dubna 1883), parmský vévoda, vévoda z Luccy, etrurský král v letech 1803 až 1807, ⚭ 1820 Marie Tereza Savojská (19. září 1803 – 16. července 1879)
- Marie Luisa Charlotta (2. října 1802 – 18. března 1857)
⚭ 1825 Maxmilián Saský (13. dubna 1759 – 3. ledna 1838), dědičný princ Saska
⚭ 1849 hrabě Francesco Rossi
⚭ 1855 hrabě Giovanni Vimercati

## Vývod z předků
|                       |                           |  |                    |                                       |  |  |  |  |  |  |  | Ludvík Francouzský |
|                       |                           |  |                    |                                       |  |  |  |  |  |  |  |                    |
|                       | Filip V. Španělský        |  |                    |                                       |  |  |  |  |  |  |  |                    |
|                       |                           |  |                    |                                       |  |  |  |  |  |  |  |                    |
|                       |                           |  |                    | Marie Anna Bavorská                   |  |  |  |  |  |  |  |                    |
|                       |                           |  |                    |                                       |  |  |  |  |  |  |  |                    |
|                       | Karel III. Španělský      |  |                    |                                       |  |  |  |  |  |  |  |                    |
|                       |                           |  |                    |                                       |  |  |  |  |  |  |  |                    |
|                       |                           |  |                    | Eduard Parmský                        |  |  |  |  |  |  |  |                    |
|                       |                           |  |                    |                                       |  |  |  |  |  |  |  |                    |
|                       | Alžběta Parmská           |  |                    |                                       |  |  |  |  |  |  |  |                    |
|                       |                           |  |                    |                                       |  |  |  |  |  |  |  |                    |
|                       |                           |  |                    | Dorotea Žofie Falcko-Neuburská        |  |  |  |  |  |  |  |                    |
|                       |                           |  |                    |                                       |  |  |  |  |  |  |  |                    |
|                       | Karel IV. Španělský       |  |                    |                                       |  |  |  |  |  |  |  |                    |
|                       |                           |  |                    |                                       |  |  |  |  |  |  |  |                    |
|                       |                           |  |                    | August II. Silný                      |  |  |  |  |  |  |  |                    |
|                       |                           |  |                    |                                       |  |  |  |  |  |  |  |                    |
|                       | August III. Polský        |  |                    |                                       |  |  |  |  |  |  |  |                    |
|                       |                           |  |                    |                                       |  |  |  |  |  |  |  |                    |
|                       |                           |  |                    | Kristýna Eberhardýna Hohenzollernská  |  |  |  |  |  |  |  |                    |
|                       |                           |  |                    |                                       |  |  |  |  |  |  |  |                    |
|                       | Marie Amálie Saská        |  |                    |                                       |  |  |  |  |  |  |  |                    |
|                       |                           |  |                    |                                       |  |  |  |  |  |  |  |                    |
|                       |                           |  |                    | Josef I. Habsburský                   |  |  |  |  |  |  |  |                    |
|                       |                           |  |                    |                                       |  |  |  |  |  |  |  |                    |
|                       | Marie Josefa Habsburská   |  |                    |                                       |  |  |  |  |  |  |  |                    |
|                       |                           |  |                    |                                       |  |  |  |  |  |  |  |                    |
|                       |                           |  |                    | Amálie Vilemína Brunšvicko-Lüneburská |  |  |  |  |  |  |  |                    |
|                       |                           |  |                    |                                       |  |  |  |  |  |  |  |                    |
| Marie Luisa Španělská |                           |  |                    |                                       |  |  |  |  |  |  |  |                    |
|                       |                           |  |                    |                                       |  |  |  |  |  |  |  |                    |
|                       |                           |  | Ludvík Francouzský |                                       |  |  |  |  |  |  |  |                    |
|                       |                           |  |                    |                                       |  |  |  |  |  |  |  |                    |
|                       | Filip V. Španělský        |  |                    |                                       |  |  |  |  |  |  |  |                    |
|                       |                           |  |                    |                                       |  |  |  |  |  |  |  |                    |
|                       |                           |  |                    | Marie Anna Bavorská                   |  |  |  |  |  |  |  |                    |
|                       |                           |  |                    |                                       |  |  |  |  |  |  |  |                    |
|                       | Filip Parmský             |  |                    |                                       |  |  |  |  |  |  |  |                    |
|                       |                           |  |                    |                                       |  |  |  |  |  |  |  |                    |
|                       |                           |  |                    | Eduard Parmský                        |  |  |  |  |  |  |  |                    |
|                       |                           |  |                    |                                       |  |  |  |  |  |  |  |                    |
|                       | Alžběta Parmská           |  |                    |                                       |  |  |  |  |  |  |  |                    |
|                       |                           |  |                    |                                       |  |  |  |  |  |  |  |                    |
|                       |                           |  |                    | Dorotea Žofie Falcko-Neuburská        |  |  |  |  |  |  |  |                    |
|                       |                           |  |                    |                                       |  |  |  |  |  |  |  |                    |
|                       | Marie Luisa Parmská       |  |                    |                                       |  |  |  |  |  |  |  |                    |
|                       |                           |  |                    |                                       |  |  |  |  |  |  |  |                    |
|                       |                           |  |                    | Ludvík Francouzský                    |  |  |  |  |  |  |  |                    |
|                       |                           |  |                    |                                       |  |  |  |  |  |  |  |                    |
|                       | Ludvík XV.                |  |                    |                                       |  |  |  |  |  |  |  |                    |
|                       |                           |  |                    |                                       |  |  |  |  |  |  |  |                    |
|                       |                           |  |                    | Marie Adelaide Savojská               |  |  |  |  |  |  |  |                    |
|                       |                           |  |                    |                                       |  |  |  |  |  |  |  |                    |
|                       | Luisa Alžběta Francouzská |  |                    |                                       |  |  |  |  |  |  |  |                    |
|                       |                           |  |                    |                                       |  |  |  |  |  |  |  |                    |
|                       |                           |  |                    | Stanislav I. Leszczyński              |  |  |  |  |  |  |  |                    |
|                       |                           |  |                    |                                       |  |  |  |  |  |  |  |                    |
|                       | Marie Leszczyńská         |  |                    |                                       |  |  |  |  |  |  |  |                    |
|                       |                           |  |                    |                                       |  |  |  |  |  |  |  |                    |
|                       |                           |  |                    | Kateřina Opalinská                    |  |  |  |  |  |  |  |                    |
|                       |                           |  |                    |                                       |  |  |  |  |  |  |  |                    |